# Sông Biêu
Sông Biêu là một con sông đổ ra Sông Giá. Sông có chiều dài 17 km và diện tích lưu vực là 60 km². Sông Biêu chảy qua các tỉnh Ninh Thuận, Bình Thuận.